# Quote Unquote Records
Quote Unquote Records es un sello discográfico independiente en línea basado en donaciones, fundado y dirigido por Bomb the Music Industry. y el líder de The Arrogant Sons of Bitches, Jeff Rosenstock. La etiqueta es un ejemplo de los ideales de bricolaje de Rosenstock. Muchos de los artistas del sello tienen conexiones personales y toda la música publicada por el sello está disponible como descarga gratuita desde su sitio web, junto con una variedad de letras y fotografías. De hecho, el sello no vende ningún material de ningún tipo y el titular del sitio web lo anuncia como "El primer sello discográfico basado en donaciones".     
Rosenstock explica el modesto éxito de Quote Unquote Records afirmando: "Las donaciones que llegan no son enormes, pero como no gastamos tanto dinero, se acumulan". La mayoría de las donaciones superan la sugerencia de $5.  Durante octubre de 2008, el sitio web Quote Unquote Records fue cerrado por presunta infracción de derechos de autor al publicar sus propias canciones;   sin embargo, el sitio fue restaurado rápidamente. 

## Artistas
- Antarctigo Vespucci
- Archipelago
- The Arrogant Sons of Bitches
- Barnaby Jones
- Binary Heart
- Boboso
- Bomb the Music Industry!
- The Brass
- The Brave Little Abacus
- Cheap Girls
- Cheeky
- Chewing On Tinfoil
- Chotto Ghetto
- Cold Electrics
- Good Shade
- Hard Girls
- Jeff Rosenstock
- Kudrow
- Lee Hartney Sex Drive
- Lenin/McCarthy
- Let Me Crazy
- Laura Stevenson and the Cans
- The Livingbrooks
- The Matt Kurz One
- The Max Levine Ensemble
- Mike Huguenor
- O Pioneers!!!
- Pegasuses-XL
- Pteradon
- The Riot Before
- Roar
- Rick Johnson Rock and Roll Machine
- Shinobu
- The Taxpayers
- Very Okay
- The Wild
- We Versus The Shark